# 남을진
남을진(南乙珍, 1331년 ~ 1393년/1400년)은 고려 말기의 문신이자 조선초기의 인물이다. 1368년(공민왕 17)의 현량과에 합격하여 참지문하부사에 이르렀으며, 1392년 이성계가 조선을 건국한 뒤 출사요청을 받았지만 거절하였다. 태조는 그에게 사천백(沙川伯)을 봉했으나 받지 않았다 한다. 본관은 의령이고 호는 곡은(谷隱), 다른 아호는 병재(丙齋), 사천(沙川)이다. 시호(諡號)는 문안(文安).
조선 건국 후 이성계의 부름을 피하고자 감악산에 들어갔는데, 그가 들어갔던 동굴을 일명 남선굴이라 부르기도 한다. 남재, 남은의 숙부가 된다.

## 생애
1331년(고려 충혜왕1) 개경의 좌경동(佐卿洞)에서 태어났다. 할아버지는 풍저창부사(豊儲倉副使)와 풍저창사(豊儲倉使)를 지낸 남익저(南益㫝 또는 개저(盖胝))이며, 아버지는 지영광군사(知靈光郡事)를 지낸 남천로(南天路)이고, 어머니는 함양박씨(咸陽朴氏)로 중랑장(中郞將)을 지낸 박종(朴琮)의 딸이다. 형은 남을번이고 동생은 남을경이다. 부인은 순창군부인 순창임씨(淳昌郡夫人 淳昌林氏)이다.
신라 경덕왕 때의 영의공(英毅公) 남민(南敏)이 시조인데 그 뒤의 가계 기록은 실전되었고, 그 사이에 남지탁(南之卓)이 있었다 한다. 그 뒤 남을진의 고조부는 문하시중을 지낸 진용(鎭勇), 증조부는 추밀부사를 지낸 남군보(南君甫)이다.
1368년(공민왕 17) 4월에 공민왕이 구재(九齋)에 행차했을 때 시행한 현량과(賢良科)에 급제하여 여러 관직을 거쳐 참지문하부사(參知門下府事)가 되었다. 1384년(우왕 10) 참지문하부사로 재직 중, 우왕의 혼미함과 조정의 혼란스러움을 보고 망국(亡國)의 대부(大夫)가 되고싶지 않다며 사천현 봉황산으로 갔다.
차마 망한 나라의 대부가 되진 못하겠네, 차라리 산골로 들어가 들농사나 지으려네

왕이 자신을 배척한다는 것을 알게 되자, 그 다음날 벼슬을 버리고 처자를 이끌고 고향인 사천현(沙川縣)의 봉황산(鳳凰山)으로 들어가, 은거하였다.
1392년(공양왕 4) 7월 이성계가 위화도 회군 후 조선을 건국, 그를 불렀으나 나오지 않자 조카인 의성군(義城君) 충경공 남재(忠景公 南在)에게 서찰을 보내어 불렀으나 응하지 않았다. 조카 남재가 주나라(周)의 고사(故事)를 들어 그에게 출사를 권하였지만 몸을 돌려 누워서 이제(夷齋)는 어떠하더냐 하며 며칠이 되어도 다시 말이 없어 되돌아갔다.

- 남을진 : 부자 형제지간이라도 뜻은 각각 다르다. 너는 새 왕의 공신이나, 나는 망한 나라의 종일뿐이다. 이 마음을 바꿀 수는 없다.
- 남재 : 주나라가 은나라의 어지러움을 안정시킬 때 10명의 신하는 모두 현명하였습니다. 어찌 의롭지 못하다 하겠습니까?
- 남을진 : 백이(伯夷)와 숙제(叔齊)는 여러 날을 어찌 살았는고?— 이성계가 보낸 조카 남재와의 대화내용

남재가 이를 조준에게 말하니 조준이 보고하여 태조는 감탄하여 그 뜻을 빼앗지 못하겠다 하고 사천백(沙川伯)에 봉하였다.
태조에 의해 사천백에 봉작되자 그는 자신이 수모를 당했다고 통곡하며 머리를 풀고 감악산(紺嶽山)의 암굴(暗窟)로 은거하였다. 그가 들어가 숨은 동굴을 남선굴(南仙窟)이라 부른다. 지리지인 동국여지승람 (東國輿地勝覽)에는 실려 있지 않으나, 훗날 남명 조식(南冥曺植)과 서하 임규(西河任奎)의 문집에 남선굴에 대한 사연이 실리게 되었다.
전설에 의하면 그가 감악산에서 해를 보지 아니하고 땅을 밟지 아니한지 3일만에 사망하자 구름이 일고 염시(殮尸)하여 나옴에 큰 바람이 불어 굴속의 벽이 날아갔으며, 후세인이 돌로 상(像)을 새겨 안치(安置)하였다는 전설이 전한다.
조카 남재의 후손인 종후손 추강 남효온(秋江 南孝溫)이 한 가문에서 한 분은 고사리를 캐어 먹고, 또 한 분은 세상에 이름을 떨쳤다고 평하기도 했다. 간이 최립(簡易 崔岦)은 여조(麗朝)의 경학지사(經學之士)는 포은 정몽주와 사천 남을진과 야은 길재가 대마루요 전절지인(全節之人)도 또 이분들이나 남공(南公)이 으뜸이라는 평을 남기기도 했다.
1393년(태조 2)에 63세에 사망했다는 설과 1400년(정종 2) 70여세까지 생존해 있었다는 설이 있다. 1841년(헌종 7년) 7월에 조인영(趙寅永)이 지은 신도비문에는 이 두 설을 모두 수록하였다.

### 사후
1528년(중종 23년) 문안(文安)의 시호가 추서되었다.
숙종 때 향리의 유림들이 구. 사천현(沙川縣)이 있던 지역에 서원(書院)을 세우고 남을진과 조준의 동생으로 이름을 고쳐 조견(趙狷)으로 이름을 바꾼 조윤(趙胤)을 함께 배향 향사하다가, 정조 때 정절사(旌節祠)라는 사액을 하사받았다. 1779년(정조 3년) 2월 경기 유생(京畿儒生) 조항(趙沆) 등이 상소를 올려 그의 사당에 편액을 내려줄 것을 청했지만 정조가 거절하였다. 1784년(정조 8년) 음력 윤 3월 경기도 유생(儒生) 정동우(鄭東羽) 등이 다시 사액을 청하는 상소를 올려 편액이 내려졌다.
부인 순창군부인 순창임씨와 합장되었다. 묘소는 처음 경기도 사천현 임간리(臨澗里, 양주시 남면 한산리에 편입됨)에 매장되었으나, 뒤에 양주군 은현면 봉암리(현, 양주시 은현면 봉암리)로 이장하였다. 친형 남을번과 조카 남재의 묘는 양주군 별비면 화접리에 소재해 있다.

## 가족 관계
- 할아버지 : 남익저(南益㫝)
- 아버지 : 남천로(南天路)
- 어머니 : 함양박씨(咸陽朴氏), 중랑장 박종(朴琮)의 딸
  - 형 : 남을번(南乙蕃, 1320년 ~ 1395년 2월 13일)
    - 조카 : 남재(南在, 1351년 ~ 1419년), 남이의 고조부
    - 조카 : 남은(南誾, 1354년 ~ 1398년 10월 6일(음력 8월 26일))
    - 조카 : 남실(南實)
    - 조카 : 남지(南贄, ? - 1398년, 우상절도사)

  - 동생 : 남을경(南乙敬 또는 南乙卿[3])
- 부인 : 순창군부인 순창임씨(淳昌郡夫人 淳昌林氏)

## 같이 보기
- 남재
- 남은
- 조준
- 정몽주
- 정도전